# SAMPSON
サンプソン（英語: SAMPSON）は、プレッシー（現在のBAEシステムズ）社が開発した多機能3次元レーダー。イギリス海軍では1045型レーダーとして制式化されており、45型駆逐艦の中核的なセンサとして搭載されている。
イギリス国防省研究開発評価局（DERA; 現在はQinetiqとして民営化）では、1970年代よりアクティブ・フェーズド・アレイ（AESA）型レーダーの基礎研究を行なっており、1977年には実験機としてMESAR（Multi-function Electronically Scanned Adaptive Radar）が製作された。これは1,060個の送受信機（T/Rモジュール）を備えた回転式のAESAアンテナ1面を用いており、動作周波数はSバンド、ピーク出力は約2キロワット、ビーム幅は送信時3.1度、受信時3.4度であった。
実用機であるSAMPSONではアンテナは2面を背中合わせに配置することで、走査率を更に向上させている。送受信機にはヒ化ガリウム（GaAs）素子が導入されており、2,560個の放射素子は4個ずつ670基のT/Rモジュールとしてまとめられている。レーダー反射断面積（RCS）0.008平方メートルの目標（鳩を想定）に対して105 km (57 nmi)の探知距離を発揮できるとされている。
追尾目標数は500〜1,000個であり、PAAMSにおいては、アスター艦対空ミサイルによって最大12個の目標と交戦できる。なお、MESAR時代より電子防護に関しては長らく検討されており、実験では10方向以上からの電子攻撃を受けても妨害を受けにくくする波形を形成することに成功している。